# Karun Chandhok
Karun Chandhok (tamilul: கருண் சந்தோக்,India, Csennaj, 1984. január 19. –) indiai autóversenyző, az ázsiai ország történetének második Formula–1-es pilótája Narain Karthikeyan után. A Formula Marutin és a Formula 2000 Ázsián aratott győzelmeit követően 2002-ben a Brit Formula–3-as bajnokságba igazolt, majd három évet és egy National Classban elért összetett 3. helyezést követően visszatért Ázsiába. 2006-ban megnyerte a Formula V6 Asia by Renault sorozatot, továbbá hazáját képviselte az A1 Grand Prix szériában. 2007-től három évet teljesített a GP2, valamint a GP2 Asia Series sorozatokban, ezalatt két futamgyőzelmet és hat dobogós helyezést szerzett. A HRT színeiben, a korábbi GP2-es csapattársa, Bruno Senna oldalán, 2010-ben mutatkozott be a Formula–1-ben.

## Autóversenyzői pályafutása

### Kezdetek
16 éves korában, 2000-ben már indiai bajnoknak mondhatta magát, miután ellentmondást nem tűrő magabiztossággal nyerte meg hazájában a Forma Maruti-sorozatot, melynek tíz futamából hetet megnyert, méghozzá úgy, hogy mind a tízszer övé volt a pole pozíció és a versenyben futott leggyorsabb kör is.
Még mindig csak 17 éves volt, amikor 2001-ben összesen nyolc futamgyőzelmével megnyerte a Forma-2000-es Ázsia-bajnokságot, és ezzel minden idők legfiatalabb formaautós bajnoka lett a keleti kontinensen. Teljesítménye elismeréseképp, ugyanebben az évben neki ítélték oda "Az év legígéretesebb ázsiai autóversenyzője" díjat.

### Formula–3
Sikereinek köszönhetően 2001-ben tesztelési lehetőséget kapott az egyik legpatinásabb Formula–3-as csapatnál, a Carlin Motorsportnál. 2002-ben Európába költözött, a Brit Formula–3-as bajnokság ún. Nemzeti Osztályában szerepelt. A T-Sport pilótájaként 6. helyen végzett, hét dobogós helyezést és egy leggyorsabb kört tudott felmutatni 156 pontja mellé
2003-ban ugyanabban a géposztályban maradt, és a szezon huszonnégy futama alatt szerzett nyolc győzelmének és összesen tizenkilenc dobogós helyezésének köszönhetően, a bajnok venezuelai Ernesto Viso és az északír Steven Kane mögött a 3. helyen zárta a bajnokságot. Két leggyorsabb kör és hét pole pozíció szerepelt még statisztikájában.
2004-ben feljebb lépett, és immár a Brit Forma-3 legfelső kategóriájában versenyzett, ahol 37 pontjával az év végi 14. helyig jutott.
Szintén 2004-ben a búcsúzó World Series by Nissan sorozatban is bemutatkozott honfitársa, Narain Karthikeyan oldalán, aki mellé az utolsó két, Jerezben rendezett versenyre ugrott be, előbb a 8., majd a 4. helyen intették le. Összesítésben a 16. helyen zárt.

### Formula Renault
Míg Karthikeyan bemutatkozott a királykategóriában, Chandhok az alsóbb osztályokban folytatta szereplését. 2005-ben az első ízben megrendezett World Series by Renault versenysorozatban állt rajthoz öt futamon, ám pontot nem szerzett, ezzel a tabella 29. pozícióban végzett.
Ugyanebben az évben sporttörténelmi tett fűződik a nevéhez, ő volt ugyanis az első pilóta, aki az indiai színeket képviselte az A1 Grand Prix 2005-2006-os kiírásában. Ezen a három versenyen egy 15., egy 16. hely és egy kiesés volt a mérlege. Ezt követően a csapatvezető fiának, Armaan Ebrahimnak kellett átadnia az ülést.
2006-ban visszatért Ázsiába, ahol hét győzelmével és 131 ponttal megnyerte az először megrendezett Ázsia Forma Renault V6 bajnokságot. Kilenc dobogó, és négy-négy első rajtkocka és leggyorsabb kör szerepelt még statisztikájában.

### GP2

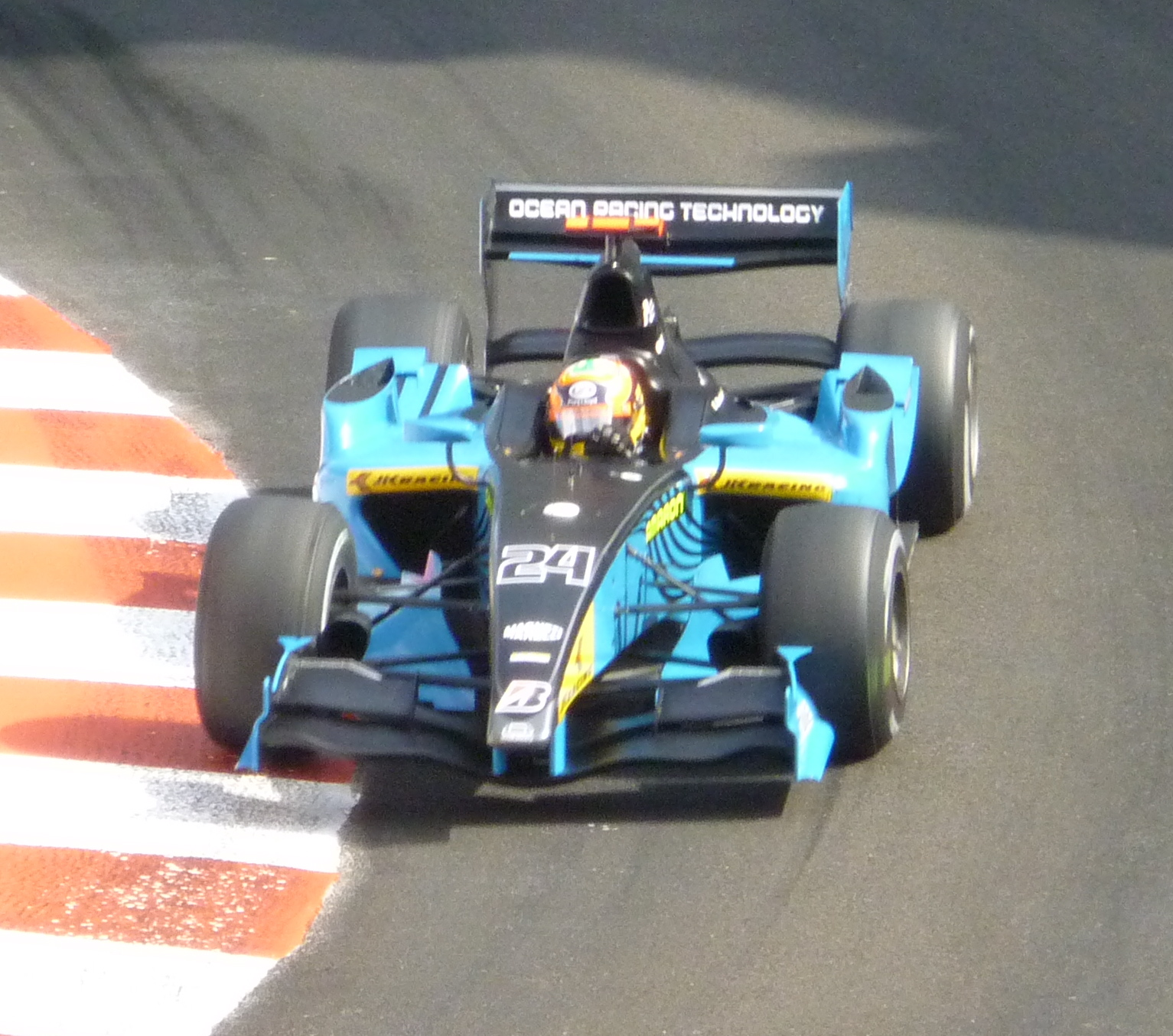
Chandhok vezeti az Ocean Racing Technology autóját Monacoban 2009-ben

Chandok 2007-ben szerződött le a GP2-be, a Durango csapat pilótájaként. Első győzelmét Belgiumban, Spa-Franchorchampsban aratta. Törökországban pole pozícióból indult, majd összeütközött Nakadzsima Kazukival. Ezek után Nakadzsima bokszutca áthajtásos büntetést kapott, Chandok pedig feladni kényszerült a versenyt.
Ezek után Chandok novemberben meghívást kapott a Formula–1-ben a Red Bull csapatától egy kétnapos tesztnapra, Catalunyába.

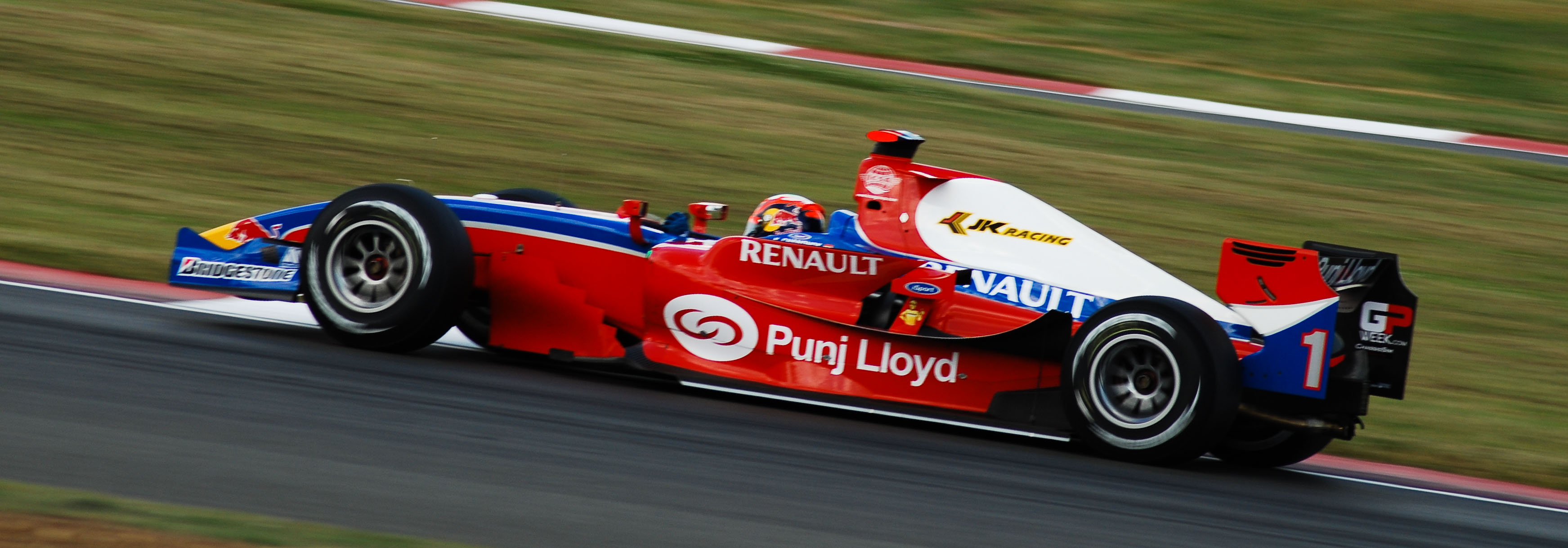
Chandhok az ISport International csapat színeiben Silverstoneban 2008-ban

Chandok maradt még a GP2-ben, azonban csapatot váltott, a következő évben már az ISport International csapat tagjaként indult a versenyeken Bruno Senna csapattársaként.. Egy versenyt nyert, összetettben tizedik lett. Részt vett a sorozat ázsiai szériájában is. Szintén egy versenyt nyert és szintén összetettben a tizedik helyen végzett, valamint a szezon végén megkapta a legjobb versenyzőnek járó díjat.
Novemberben Chandok lett az első indiai pilóta, aki tagja lett a Brit Autóversenyzők Klubjának. Mivel India a Brit Nemzetközösség tagja, ezért Chandok jogosult volt a csatlakozáshoz.
2009-ben az indiai versenyző maradt a GP2-ben, az Ocean Racing Technology (ismertebb nevén: ORT) csapathoz szerződött.. A bahreini versenyeken kapott lehetőséget, azonban elég gyenge teljesítménye után elutasították a csapattól.

### Formula–1

#### Kapcsolata a Force Indiával
Karunt sokan összefüggésbe hozták a Force India csapattal, mégpedig azért, mert a csapat tulajdonosa Vijay Mallya jó viszonyt ápolt a pilóta családjával. Miután a 2009-es szezonban a csapat első számú versenyzője, Giancarlo Fisichella a Ferrarihoz igazolt a sérült Felipe Massa helyére, biztossá vált, hogy Chandok ül be majd a helyére az elkövetkezendő néhány versenyre. A csapat azonban a harmadik számú versenyzőt, Vitantonio Liuzzit támogatta. Később a csapatfőnök azonban megerősítette, hogy Karun a csapat tesztpilótája lesz Neel Janival együtt.

#### 2010:Hispania
Chandok a 2010-es szezont az egyik új csapatnál kezdte, csapattársa Bruno Senna lett. Ezzel Karun lett a második indiai versenyző a Formula–1-ben Narain Karthikeyan után.

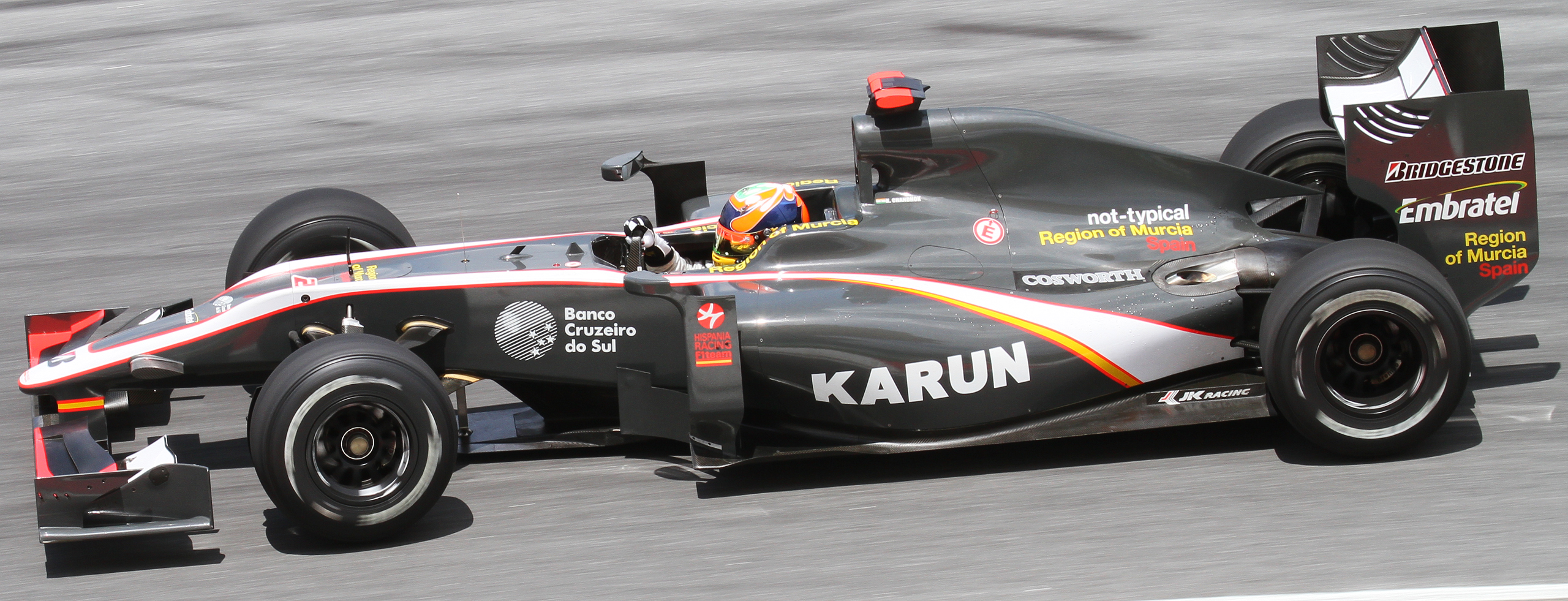
Chandhok Malajziában a Hispaniával

Karun a bahreini nagydíj szabadedzését nem tudta befejezni hidraulikai problémák miatt. Az időmérő edzésen elég gyengén teljesített, az utolsó rajtkockát szerezte meg csapattársa előtt, aki 1,7 másodperccel volt gyorsabb, mint ő. A futamon már egy kört követően kicsúszott, és a falnak csapta az autóját, így feladta a versenyt. Az ausztrál nagydíjon befejezte a versenyt, a 14. helyen ért célba. Malajziában és Kínában is a középmezőnyben fejezte be a versenyt (15. és 17. hely). A következő három versenyen nem ért célba, a felfüggesztés problémája miatt kiállni kényszerült, Monacóban Jarno Trullival ütközött, a török nagydíjon technikai problémák miatt nem tudta befejezni a versenyt. 18. lett Kanadában és Valenciában és 19. Silverstoneban. A német nagydíjon már nem állt rajthoz, ugyanis a csapat megbízhatatlan teljesítménye miatt elutasította, a helyére az egykori Formula–1-es versenyzőt Jamamoto Szakont ültették. A későbbi versenyeken azonban kapott állást, mégpedig a BBC Radio 5 Live csatorna sportkommentátora lett.

#### 2011:Lotus
2011. március 22-én hivatalossá vált, hogy Karun lesz a Lotus csapat tartalékpilótája. Az ausztrál nagydíjon az egyik szabadedzésen ő vezette az autót, de technikai problémák miatt nem tudta tovább folytatni a gyakorlást. Továbbra is szakértő kommentátorként dolgozik a BBC Radio 5 Live csatornának, azonban csak a spanyol nagydíj óta közvetít.
A német nagydíjon versenyzői ülést kapott az olasz Jarno Trulli helyett, az időmérő edzésen már az első szakaszban búcsúzott, a 21. rajtkockát szerezte meg. A futamot befejezte, bár az első helyezett Lewis Hamiltontól 4 kört kapott.

## Eredményei

### Teljes A1 Grand Prix eredménysorozata
(Táblázat értelmezése)

(Félkövér: pole-pozícióból indult; dőlt: leggyorsabb kört futott) 

| Év      | Csapat | 1          | 2          | 3          | 4          | 5       | 6       | 7       | 8       | 9       | 10      | 11      | 12      | 13      | 14      | 15      | 16      | 17      | 18      | 19      | 20      | 21      | 22      | Helyezés | Pont |
| ------- | ------ | ---------- | ---------- | ---------- | ---------- | ------- | ------- | ------- | ------- | ------- | ------- | ------- | ------- | ------- | ------- | ------- | ------- | ------- | ------- | ------- | ------- | ------- | ------- | -------- | ---- |
| 2005–06 | India  | GBR SPR 15 | GBR FEA Ni | GER SPR 16 | GER FEA Ki | POR SPR | POR FEA | AUS SPR | AUS FEA | MAL SPR | MAL FEA | UAE SPR | UAE FEA | RSA SPR | RSA FEA | IDN SPR | IDN FEA | MEX SPR | MEX FEA | USA SPR | USA FEA | CHN SPR | CHN FEA | 24.      | 0    |

### Teljes GP2-es eredménysorozata
(Táblázat értelmezése)

(Félkövér: pole-pozícióból indult; dőlt: leggyorsabb kört futott) 

| Év   | Csapat                  | 1          | 2          | 3          | 4          | 5          | 6          | 7          | 8          | 9          | 10         | 11         | 12         | 13         | 14         | 15         | 16         | 17         | 18         | 19         | 20         | 21         | Helyezés | Pont |
| ---- | ----------------------- | ---------- | ---------- | ---------- | ---------- | ---------- | ---------- | ---------- | ---------- | ---------- | ---------- | ---------- | ---------- | ---------- | ---------- | ---------- | ---------- | ---------- | ---------- | ---------- | ---------- | ---------- | -------- | ---- |
| 2007 | Durango                 | BHR FEA 9  | BHR SPR Ki | ESP FEA Ki | ESP SPR 15 | MON FEA Ki | FRA FEA Ki | FRA SPR 16 | GBR FEA 12 | GBR SPR 13 | GER FEA Ki | GER SPR 16 | HUN FEA 14 | HUN SPR 15 | TUR FEA 8  | TUR SPR Ki | ITA FEA 5  | ITA SPR 6  | BEL FEA 7  | BEL SPR 1  | EUR FEA 17 | EUR SPR Ki | 15.      | 16   |
| 2008 | iSport International    | ESP FEA 9  | ESP SPR Ki | TUR FEA 4  | TUR SPR 12 | MON FEA 3  | MON SPR Ki | FRA FEA 7  | FRA SPR Ki | GBR FEA 3  | GBR SPR Ki | GER FEA 8  | GER SPR 1  | HUN FEA 4  | HUN SPR Ni | EUR FEA 15 | EUR SPR Ki | BEL FEA 10 | BEL SPR 7  | ITA FEA 11 | ITA SPR Ki |            | 10.      | 31   |
| 2009 | Ocean Racing Technology | ESP FEA Ki | ESP SPR Ki | MON FEA 7  | MON SPR Ki | TUR FEA 13 | TUR SPR 14 | GBR FEA 6  | GBR SPR 3  | GER FEA 11 | GER SPR Ki | HUN FEA 17 | HUN SPR 10 | EUR FEA Ki | EUR SPR 6  | BEL FEA Ki | BEL SPR 7  | ITA FEA 19 | ITA SPR 12 | POR FEA Ki | POR SPR 13 |            | 18.      | 10   |

#### Teljes eredménysorozata a GP2 Asia Seriesben
(Táblázat értelmezése)

(Félkövér: pole-pozícióból indult; dőlt: leggyorsabb kört futott) 

| Év      | Csapat                  | 1          | 2          | 3          | 4          | 5          | 6         | 7         | 8          | 9           | 10          | 11         | 12          | Helyezés | Pont |
| ------- | ----------------------- | ---------- | ---------- | ---------- | ---------- | ---------- | --------- | --------- | ---------- | ----------- | ----------- | ---------- | ----------- | -------- | ---- |
| 2008    | iSport International    | UAE1 FEA 7 | UAE1 SPR 3 | IDN FEA Ki | IDN SPR 13 | MAL FEA Ki | MAL SPR 7 | BHR FEA 8 | BHR SPR Ki | UAE2 FEA Ki | UAE2 SPR Ki |            |             | 13.      | 7    |
| 2008–09 | Ocean Racing Technology | CHN FEA    | CHN SPR    | UAE FEA    | UAE SPR    | BHR1 FEA   | BHR1 SPR  | QAT FEA   | QAT SPR    | MAL FEA     | MAL SPR     | BHR2 FEA 9 | BHR2 SPR Ki | 26.      | 0    |

### Teljes Formula–1-es eredménysorozata
(Táblázat értelmezése)

(Félkövér: pole-pozícióból indult; dőlt: leggyorsabb kört futott) 

| Év   | Csapat     | 1      | 2      | 3      | 4      | 5      | 6      | 7       | 8      | 9      | 10     | 11  | 12     | 13     | 14  | 15     | 16     | 17     | 18  | 19  | Helyezés | Pont |
| ---- | ---------- | ------ | ------ | ------ | ------ | ------ | ------ | ------- | ------ | ------ | ------ | --- | ------ | ------ | --- | ------ | ------ | ------ | --- | --- | -------- | ---- |
| 2010 | HRT        | BHR Ki | AUS 14 | MAL 15 | CHN 17 | ESP Ki | MON Ki | TUR 20† | CAN 18 | EUR 18 | GBR 19 | GER | HUN    | BEL    | ITA | SIN    | JPN    | KOR    | BRA | UAE | 22.      | 0    |
| 2011 | Team Lotus | AUS Tp | MAL    | CHN    | TUR Tp | ESP    | MON    | CAN     | EUR Tp | GBR Tp | GER 20 | HUN | BEL Tp | ITA Tp | SIN | JPN Tp | KOR Tp | IND Tp | UAE | BRA | 28.      | 0    |

†: Nem fejezte be a futamot, de helyezését értékelték, mivel teljesítette a futam több, mint 90%-át.